# Обсерватория Лас-Кампанас
Обсерватория Лас-Кампанас (англ. Las Campanas Observatory) — астрономическая обсерватория в Чили, недалеко от Ла-Серена, принадлежащая Carnegie Institution for Science. Расположена в 27 км к северу от обсерватории Ла-Силья. Место для обсерватории было выбрано не случайно, примерно 300 безоблачных дней в году позволяют максимально использовать время для исследований. В обсерватории находятся ряд зеркальных телескопов. Самые большие инструменты — это два Магелланова телескопа с диаметром зеркала 6,5 м. Наряду с ними, есть 2,5 метровый «Irénée du Pont» и 1-метровый «Henrietta Swope». Последней отличается большим углом обзора: 2°. Код обсерватории «304» и «I05».
К 2029 году в обсерватории планируется построить гигантский Магелланов телескоп.

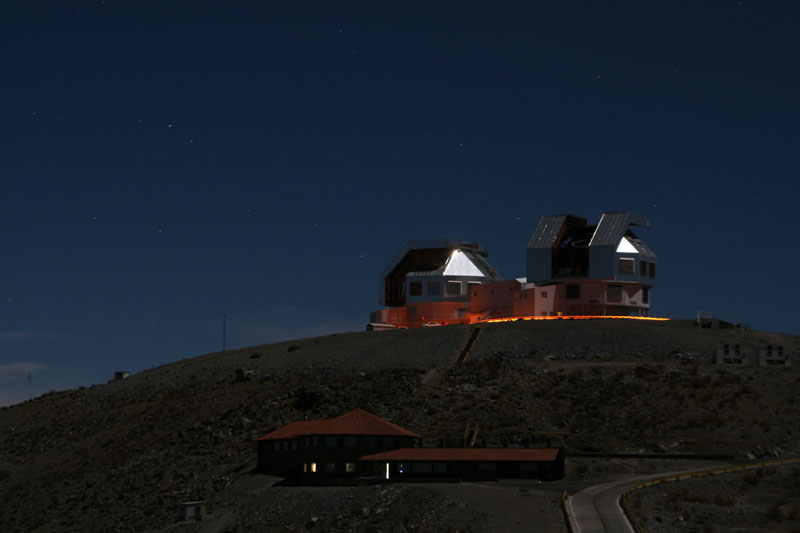
Магеллановы телескопы
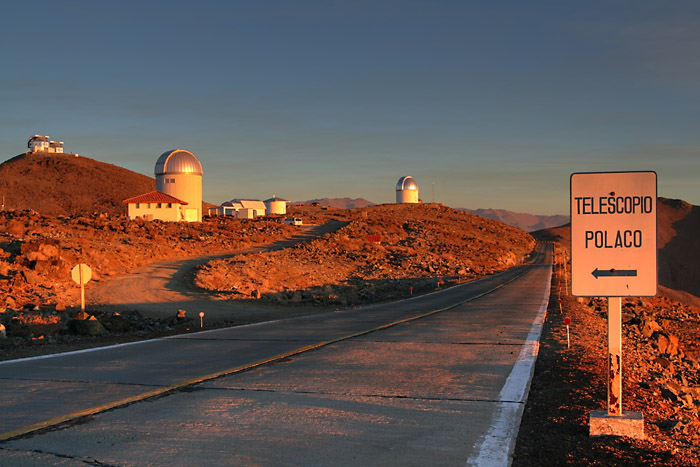
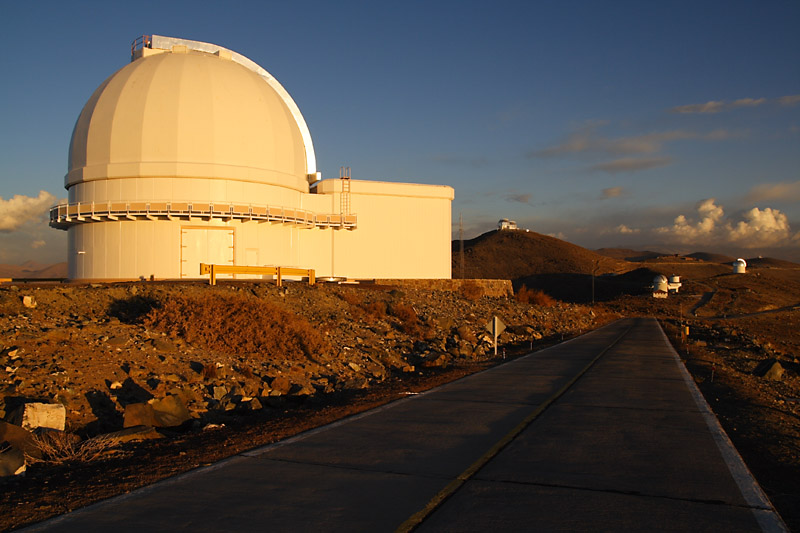
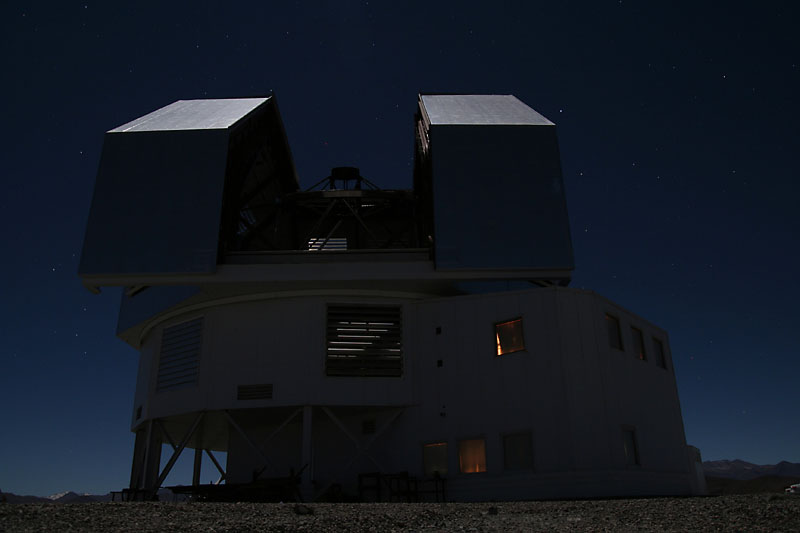
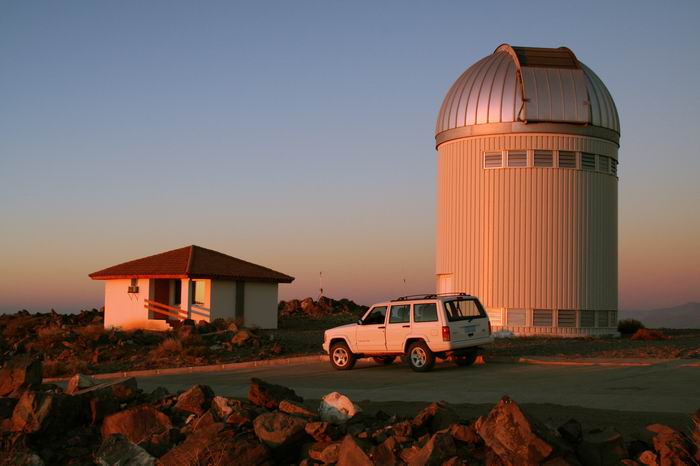
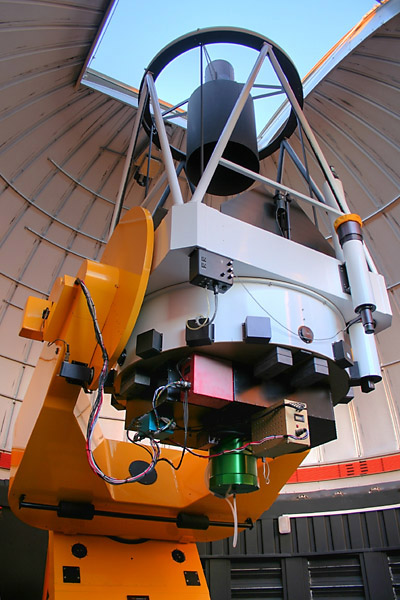